# Blue Water High
Blue Water High är en dramaserie från Australien. Serien handlar om sex ungdomar som går på surfingskolan Solar Blue. Eftersom det endast finns sju platser måste ungdomarna tävla om en plats på skolan, som drivs av surfingakademin solarblue och är en internatskola. I serien måste man kvala för att komma in på internatet.

## Rollista

### Säsong 1
| Kate Bell        | – Rebecca "Bec" Sanderson |
| Khan Chittenden  | – Dean "Edge" Edgely      |
| Chris Foy        | – Matthew "Matt" Leyland  |
| Sophie Luck      | – Fiona "Fly" Watson      |
| Adam Saunders    | – Heath Carroll           |
| Mara Scherzinger | – Anna Peterson           |
| Tahyna Tozzi     | – Perri Lawe              |
| Martin Lynes     | – Craig "Simmo" Simmonds  |
| Nadine Garner    | – Deborah "Deb" Callum    |
| Liz Burch        | – Jilly                   |
| Matt Rudduck     | – Joe Sanderson           |
| Clae Whitelaw    | – Simon Heart             |
| Don Halbert      | – Mr. Savin               |

### Säsong 2
| Ryan Corr            | – Eric Tanner             |
| Gabrielle Scollay    | – Amy Reed                |
| James Sorensen       | – Michael "Mike" Kruze    |
| Lesley Anne Mitchell | – Brooke Solomon          |
| Trent Dalzell        | – Corey Petrie            |
| Taryn Marler         | – Rachael Samuels         |
| Adam Saunders        | – Heath Carroll           |
| Sophie Luck          | – Fiona "Fly" Watson      |
| Kate Bell            | – Rebecca "Bec" Sanderson |
| Martin Lynes         | – Craig "Simmo" Simmonds  |
| Joe Ireland          | – Dave Jones              |
| Liz Burch            | – Jilly                   |
| Natasha Sitkowski    | – Greta                   |
| Don Halbert          | – Mr. Savin               |

### Säsong 3
| Kain O'Keeffe    | – Guy Spender                    |
| Lachlan Buchanan | – Charley Prince                 |
| Eka Darville     | – Adam Bridge                    |
| Cariba Heine     | – Bridget Sanchez                |
| Amy Beckwith     | – Lauren "Loren" Power           |
| Rebecca Breeds   | – Cassandra "Cassie" Cometti     |
| Craig Horner     | – Garry Miller                   |
| Kate Bell        | – Rebecca "Bec" Sanderson        |
| Tom Fisher       | – James Cassidy                  |
| Erol Cimen       | – Michael De Santa               |
| Don Halbert      | – Mr. Savin                      |
| Sophie Luck      | – Fiona "Fly" Watson (1 avsnitt) |